# Большелиповицкий сельсовет
Большелиповицкий сельсовет — муниципальное образование со статусом сельского поселения в составе Тамбовского района Тамбовской области России.
Административный центр — село Большая Липовица.

## История
В соответствии с Законом Тамбовской области от 17 сентября 2004 года № 232-З установлены границы муниципального образования и статус сельсовета как сельского поселения.

## Население
| 2010  | 2012  | 2013  | 2014  | 2015  | 2016  | 2017  |
| ----- | ----- | ----- | ----- | ----- | ----- | ----- |
| 1756  | ↗1782 | ↘1716 | ↘1689 | ↘1687 | ↗1701 | ↘1627 |
| 2018  | 2019  | 2020  | 2021  |       |       |       |
| ↘1625 | ↘1581 | ↗1592 | ↗1597 |       |       |       |

## Состав сельского поселения
| № | Населённый пункт | Тип населённого пункта       | Население |
| - | ---------------- | ---------------------------- | --------- |
| 1 | Андреевка        | деревня                      | 22        |
| 2 | Большая Липовица | село, административный центр | ↗1351     |
| 3 | Вишнёвка         | посёлок                      | 1         |
| 4 | Герасимовка      | деревня                      | 11        |
| 5 | Доможировка      | деревня                      | 11        |
| 6 | Ольшанка-Луговая | деревня                      | 10        |
| 7 | Поповка          | деревня                      | 9         |
| 8 | Серебряки        | село                         | ↘291      |
| 9 | Тарасово         | деревня                      | 50        |